# Xaladitka Rroma
Xaladitka Rroma (Vojnički Romi), jedna od romskih etničkih skupina nastanjenih od istočne Poljske do Rusije. Xaladitka Romi uz grupe Polska Rroma ili  'Bijeli Cigani' , Finitika, Ćuxnìtka, Lalorìtka i Servìtka Rroma pripadaju baltičko-ruskoj podgrupi, a ime im označava "vojničke Rome." Oni isprva mnogo vremena žive na području Njemačke, ali između 15. i 17. stoljeća prelaze u Poljsku, gdje su ih prozvali Belim Ciganima, i konačno u 18. stoljeću u Bjelorusiju i Rusiju. Xaladitka Romima karakteristično je da su se bavili trgovinom konjima, a poznati su i po glazbi.

## Vanjske poveznice
- Rroma Groups  Arhivirana inačica izvorne stranice od 6. svibnja 2008. (Wayback Machine)